# Gorhamova jama
Gorhamova jama (špansko Cueva de Gorham, izgovorjava [ɡoˈɾam]) je jama na gladini morja v britanskem čezmorskem ozemlju Gibraltar. Čeprav ni morska jama, jo pogosto zamenjajo za eno. Jama, ki velja za eno zadnjih znanih bivališč neandertalcev v Evropi, je dobila ime po kompleksu Gorhamove jame, ki je kombinacija štirih različnih jam, ki so tako pomembne, da so združene v Unescov seznam svetovne dediščine, edino enega v Gibraltarju. Tri druge jame so Vanguard Cave, Hyaena Cave in Bennettova jama.
So na Guvernerjevi plaži na jugovzhodnem pobočju Gibraltarske skale. Ko je bila prvič naseljena pred približno 55.000 leti, bi bila približno 5 km od obale, vendar je zaradi sprememb v morski gladini zdaj le nekaj metrov od Sredozemskega morja.

## Odkritje
Jama je dobila ime po kapitanu A. Gorhamu iz 2. bataljona Royal Munster Fusiliers, ki jo je odkril leta 1907, ko je odpiral razpoko na zadnji strani morske jame. Gorham je svoje ime in datum odkritja vpisal s črno barvo na steno jame, ki od takrat nosi njegovo ime. Po tem začetnem odkritju se zdi, da je bila jama pozabljena - vsaj na uradni ravni -, saj se gibraltarski zgodovinar in jamar George Palao spominja napisa na steni jame, ki se glasi J. J. Davies 1943.

## Opis
Gorhamova jama je jama na vzhodni strani Gibraltarja nekaj metrov nad morsko gladino in je nastala v jurskem apnencu. Skupna dolžina te jame je približno 100 m, na vhodu pa je visoka približno 35 m. Dlje v notranjosti se jama oži in obrne za približno 90 stopinj. Z vhoda v jamo se odpre pogled na Alboransko morje. Možno je, da se bo jama po nadaljnjih raziskavah podaljšala.

## Arheologija

### Odkritje in zgodnje delo
Gorhamova jama je bila arheološko zanimiva lokacija, odkar je bila prvič prepoznana njena pomembnost. Plaža pod jamo (Guvernerjeva plaža) je bila nedostopna s pečin zgoraj; vendar sta po eni epizodi projekta kopanja tunela v skali plaža in jama postali dostopni zaradi kupa ruševin, ki je nastal.
Kraljeva inženirja Keighley in Ward sta bila prva, ki sta v gibraltarskih časopisih poročala o artefaktih arheološkega pomena v jami. Našli so lončenino in kamnito orodje. Poleg tega so poročali, da so v Gorhamovi jami odkrili ostanke ljudi in živali. Častnik F. E. Brown iz Gibraltarske družbe je o teh ugotovitvah poročal guvernerju Gibraltarja, ki je po obisku kraja zahteval nadaljnje preiskave. O teh preiskavah so poročali Britanskemu muzeju v razpravo.
Poročnik George Baker Alexander, kraljevi inženir in diplomirani geolog z Univerze v Cambridgeu, je prispel v Gibraltar leta 1945. Odločil se je narediti geološko raziskavo Gibraltarja, rezultat katere je bila podrobna geološka karta. Alexander je bil prvi, ki je izkopal Gorhamovo jamo, preden je leta 1948 odšel iz Gibraltarja, potem ko je Gibraltarski muzej izpodbijal njegove metode. O teh izkopavanjih ni ohranjenega gradiva.
Leta 1945 je guverner pisal Britanskemu muzeju in zahteval, da nadaljujejo z nadaljnjimi raziskavami jame. Vendar muzej ni imel sredstev, zato so njegovo poizvedbo posredovali profesorici Dorothy Garrod na Cambridgeu, ki je med svojim prejšnjim delom v Gibraltarju v 1920-ih našla neandertalčevo lobanjo v jami Hudičev stolp. Garrod je poiskal pomoč dr. Johna d'Arcyja Waechterja, sodelavca Britanskega inštituta za arheologijo v Ankari. Waechter je prišel septembra 1948 in dva meseca kopal poskusne jame, da bi ugotovil, ali bi bilo nadaljnje izkopavanje upravičeno. Waechterjev uspeh je privedel do njegove vrnitve junija 1950. Leta 1951 se je vrnil v Anglijo, ne da bi dokončal delo in se vrnil od februarja do julija 1952. Med zadnjim obiskom leta 1954 je uspešno zaprosil za finančno pomoč lokalne vlade za dokončanje svojega dela.
Septembra 2021 so arheologi iz Gibraltarskega narodnega muzeja pod vodstvom profesorja Cliva Finlaysona objavili odkritje 40.000 let stare neandertalčeve jamske komore v Gorhamovem jamskem kompleksu, vključno z rezbarijo, ki je morda bila zgodnja neandertalčeva umetnina.

### Obdobja, datumi, človeška vrsta
Izkopavanje na tem mestu je privedlo do odkritja štirih plasti stratigrafije, ena pod drugo:
- Stopnja I je predložila dokaze o uporabi Feničanov od 8. do 3. stoletja pred našim štetjem.
- Stopnja II je dala dokaze za kratko neolitsko uporabo.
- Stopnja III je prinesla vsaj 240 artefaktov zgornjega paleolitika magdalenskega in solutrejskega izvora.
- Stopnja IV je izdelala 103 predmete, vključno s konicami sulic, noži in napravami za strganje, ki so opredeljeni kot mousterian, in prikazuje ponavljajočo se uporabo skozi tisočletja.

Datiranje s pospeševalno masno spektrometrijo (AMS) daje datume za stopnjo IV med 33 in 23 tisoč leti pred sedanjostjo (kyr BP) – raziskovalci so menili, da je zaradi negotovosti v tej globini umerjanje nepraktično. Predlagajo vsaj do 28 kyr BP in po možnosti 24 kyr BP.
Najdeni niso bili nobeni fosilni ostanki, ki bi omogočali identifikacijo bodisi neandertalca ali anatomsko sodobnega človeka, niti povezani z najdbami sodobnega človeka na najdišču v bližnjem mestu Abrigo do Lagar Velho na Portugalskem izpred 24.500 let, ki bi lahko vseboval neandertalske genetske primesi, čeprav se mousterska kultura običajno identificira z neandertalci v Evropi.

### Popraskana tla
Julija 2012 je bilo ugotovljeno, da so tla jame globoko opraskana. Raziskovalci so odkrili niz križajočih se črt na ~1 m², vrezanih v površino roba približno 100 metrov od njegovega vhoda. Praske so sestavljene iz osmih črt, razporejenih v dve skupini po tri dolge črte in sekane z dvema krajšima, kar je bilo uporabljeno za nakazovanje, da gre za simbol. Praske naj bi bile stare najmanj 39.000 let, ker so jih našli pod plastjo nemotenega sedimenta tiste starosti, v kateri so odkrili na stotine neandertalskih kamnitih orodij.
Pripisovanje prask neandertalcem je sporno. Matt Pope z University College London opozarja, da »je težje povezati neposredno z neandertalsko populacijo ali dokazati, da so jih neandertalci ustvarili brez kakršnega koli stika s sodobnimi ljudmi. Datumi so bili pridobljeni posredno in se nanašajo na material iz sedimentov, ki prekrivajo praske, in ne sledi. Glede na to, da datumi zajemajo tudi obdobje, ko vemo, da so sodobni ljudje dosegli Evropo, obdobje, v katerem imamo nerazrešeno 'prehodno', ni arheoloških dokazov, ki jih je težko pripisati eni ali drugi populaciji, bi bil previden pri sprejemanju avtorstva neandertalca.« Harold Dibble z Univerze v Pennsylvaniji je prav tako dvomil o točnosti datiranja. Domneva, da bi lahko praske naredili sodobni ljudje in bi jih kasneje prekrili starejši sedimenti, ki so se premikali znotraj jame.
Kljub temu jo je Joaquín Rodríguez-Vidal z Univerze v Huelvi opisal kot »abstraktno umetnost«, za katerega je to »prvi neposredno dokazljiv primer abstraktnega dela, ki se izvaja dosledno in skrbno ter zahteva dolgotrajno in osredotočeno delo, ki je bilo ustvarjeno v jami.« Trdi, da se »ustvarjanje slik ali rezbarij v jamah razume kot: to vedenje je veljalo za izključno sodobnega človeka in je bilo uporabljeno kot argument za razlikovanje naših neposrednih prednikov od starodavnega človeka, vključno z neandertalci.« Vprašanje umetniških sposobnosti neandertalcev je bilo dolgo tekoča tema polemike. Drugi domnevni primeri neandertalske umetnosti so bili najdeni v drugih jamah v Evropi, vključno z motivi v Španiji in možnim "nakitom" v Franciji.
Skupina, ki je raziskovala praske iz Gorhamove jame, je poskušala ugotoviti, ali so morda nastale po naključju, na primer kot stranski produkt uporabe kamna kot površine za rezanje mesa ali krzna. Izvajali so poskuse z orodji, podobnimi tistim, ki bi bila takrat na voljo za vrezovanje utorov v bloke podobne dolomitne kamnine, da bi ugotovili, kako so lahko nastale praske. Odločili so se, da so črte najverjetneje ustvarjene z uporabo koničastega orodja ali rezila za večkratno strganje in poglabljanje obstoječega utora, kar je zahtevalo kar 300 udarcev in vsaj eno uro dela. Poleg tega so praske na mestu, ki bi bilo zelo vidno in bi bilo takoj opazno vsem, ki bi vstopili v jamo.
Tisti, ki trdijo, da ima simboličen pomen, ne morejo pojasniti, kaj bi to pomenilo. Clive Finlayson iz Gibraltarskega muzeja ugotavlja, da je »gravura na točki v jami, kjer se orientacija jame spremeni za 90 stopinj« in ugiba, ali so bile praske povezane z lokacijo: »Skoraj je kot Clapham Junction, kot da prikazuje križišče. špekuliram, vendar se sprašujete, ali ima to kaj opraviti s preslikavo ali besedami: 'To je tam, kjer ste.« Francesco d'Errico, direktor raziskave pri CRNS, komentira: »Je na fiksni lokaciji, tako da bi na primer lahko drugim neandertalcem, ki obiščejo jamo, nakazalo, da je bil nekdo že uporabljal ali da je obstajala skupina, ki je imela to jamo.« Harrold Dibble komentira, da »Potrebnih je več kot le nekaj prask – namernih ali ne – prepoznati simbolično vedenje neandertalcev.«

## Unescov seznam svetovne dediščine
Gorhamova jama je dobila ime po kompleksu Gorhamove jame, ki je skupina štirih različnih jam, ki so tako pomembne, da so združene v Unescov seznam svetovne dediščine. Druge tri jame so bližnja jama Vanguard, jama Hyaena in Bennettova jama.
Novembra 2010 je bil kompleks Gorhamove jame predlagan za nominacijo za Unescov seznam svetovne dediščine. Profesor Clive Finlayson, direktor Gibraltarskega muzeja, je bil odgovoren za usklajevanje prizadevanj za pridobitev te nominacije. Prvi korak je bil predlog kulturnim organom Združenega kraljestva, da se kompleks Gorhamove jame doda na poskusni seznam svetovne dediščine Združenega kraljestva. Takšen seznam se revidira vsakih deset let, postopek za nov seznam pa je na dan predložitve potekal.
Lastništvo zemljišča, povezanega z Gorhamovo jamo, je bilo leta 2011 preneseno z Ministrstva za obrambo Združenega kraljestva na vlado Gibraltarja. Sporazum je zamenjal to zemljišče Ministrstva za obrambo in več kot 300 hiš Ministrstva za obrambo z vlado Gibraltarja, ki se je v zameno strinjala, da bo zgradila 90 novih hiše na preostalih zemljiščih MOD.
Maja 2012 je bil kompleks Gorhamove jame na ožjem seznamu dveh lokacij, skupaj z mostom Forth Rail Bridge, ki je bil posredovan v predložitev UNESCO-u. To območje je UNESCO 15. julija 2016 uvrstil na seznam svetovne dediščine in je edino območje svetovne dediščine Gibraltarja.

## Favna
V Gorhamovem jamskem kompleksu živijo različne vrste netopirjev, med njimi tudi Tadarida teniotis.
Jamski kompleks tvori tudi največje prezimovališče za skalno lastovko (Ptyonoprogne rupestris) na svetu, ki v zimski sezoni 2020–2021 doseže največ 12.000 ptic, kar predstavlja 1–2 % celotne evropske populacije te vrste.